# ヴィリニュス大聖堂
ヴィリニュスの聖スタニスラウスと聖ラディスラウスの大聖堂（ヴィリニュスのせいスタニスラウスとせいラディスラウスのだいせいどう、リトアニア語: Vilniaus Šv. Stanislovo ir Šv. Vladislovo arkikatedra bazilika, ポーランド語: Bazylika archikatedralna św. Stanisława Biskupa i św. Władysława）は、リトアニアのカトリック大聖堂である。ヴィリニュス旧市街の大聖堂広場の外れに所在する。聖スタニスラウスと聖ラディスラウスに捧げられ、リトアニアにおけるカトリック信仰の中心となっている。
リトアニア大公国の戴冠式も、この大聖堂でのみ行われてきた。カタコンベには、ヴィータウタス、妻のアンナ、弟のジーギマンタス、従弟のシュヴィトリガイラ、聖カジミェシュ、アレクサンデル、ジグムント2世の妻であるエリーザベトとバルバラなど、リトアニアやポーランドの歴史上著名な人物が埋葬されている。ポートランド王にしてリトアニア大公でもあったヴワディスワフ4世の心臓は、死後ここに埋葬されたが、遺体はクラクフのヴァヴェル大聖堂に眠っている。
内部には、フレスコ画や様々な大きさの絵画など、16世紀から19世紀にかけての美術品が40点以上所蔵されている。大聖堂修復の際に、異教の神殿と推定される祭壇や、ミンダウガス王の時代に敷かれた床が発見された。また、1387年に建てられた聖堂の跡も残されていた。リトアニアで最古とされる14世紀末のフレスコ画が、地下礼拝堂の壁で発見された。
ソビエト連邦時代の初期には、倉庫として利用されていたこともあった。1988年からミサが再開されるようになったが、当時、大聖堂は正式には「The Gallery of Images」と呼ばれていた。大聖堂としての地位が回復されたのは、翌1989年のことであった。

## 歴史

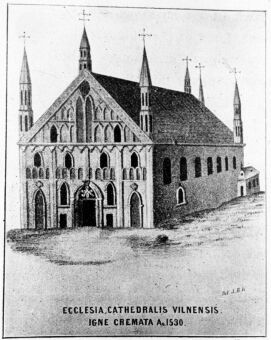
ゴシック建築様式のヴィリニュス大聖堂（1530年）

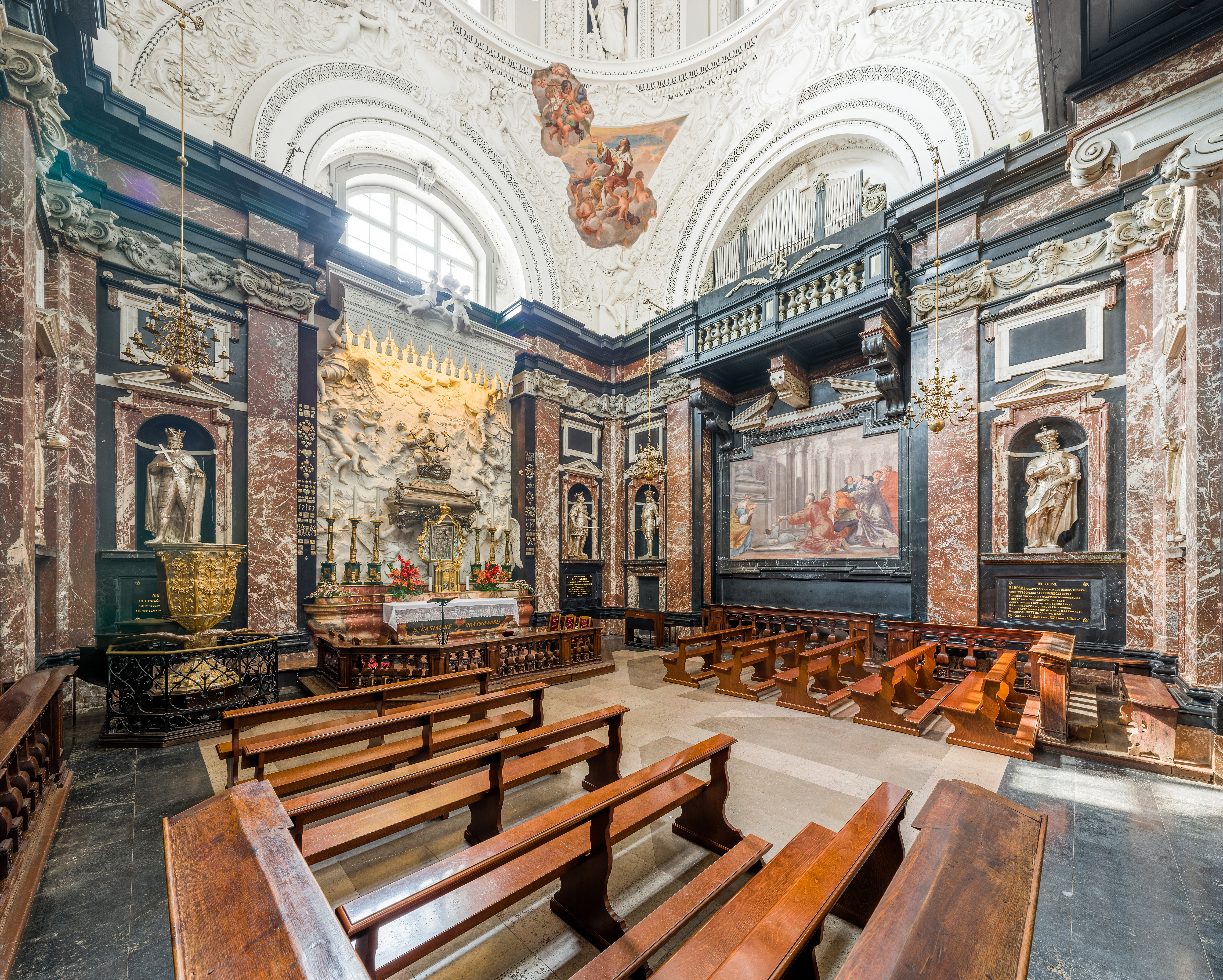
聖カジミエル教会と中央にあるサルコファガス

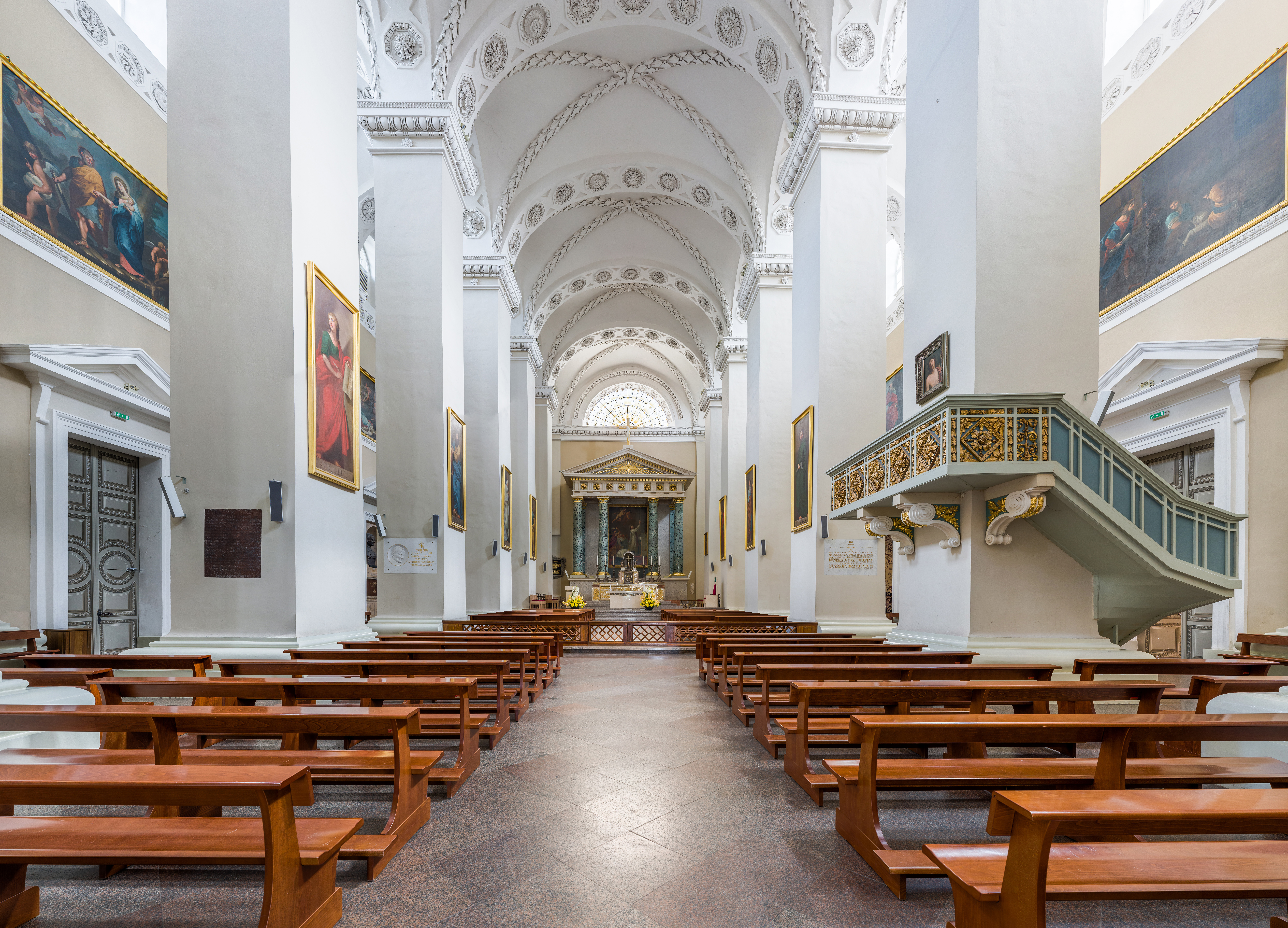
大聖堂の内装

キリスト教が根づく以前の時代には、リトアニア神話の神であるペルクナスがこの大聖堂に祀られていたと考えられている。また、リトアニア王ミンダウガスがキリスト教に改宗して司教を任命した後、1251年に最初の聖堂の建設を命じたと推定されている。20世紀の後期になり、現在の建物の下から、3つの身廊と大規模な控え壁を持つ古い2階建ての教会が発見された。1263年のミンダウガスの死後、聖堂は再び異教の礼拝所となった。
1387年、リトアニアは正式にキリスト教に改宗し、5つの礼拝堂を備えたゴシック建築の2番目の大聖堂の建設が始まった。しかしこの2番目の大聖堂は、1419年に火災で失われてしまった。ヴィータウタスは1429年に行われた自身の戴冠式のため、より大きなゴシック建築の大聖堂を建設した。戴冠式が実際に行われることはなかったが、壁や柱など、この3番目の大聖堂の一部は現在も残されている。この3番目の大聖堂は3身廊で、4つの隅には円柱があり、フラマン人の旅人ギルベルト・デ・ラノイは、ポーランドのフロムボルク大聖堂に類似していることに気づいた。1522年、大聖堂の改修が行われ、下部にあった側防塔の上に鐘塔が造られた。1530年には再び火災で被害を受けたが、修繕され、1534年から1557年にかけて礼拝堂と地下室が増設され、ルネサンス建築の要素が取り入れられた。
1529年、後に王となるポーランドの皇太子ジグムント2世はこの大聖堂で戴冠式を行った。1610年にも火災に見舞われたが、再建され、さらに2つの塔が正面に増築された。1654年から1667年にかけてのロシアとポーランドの戦争が起こり、ヴィリニュスがロシア軍によって陥落した際、大聖堂は再び損傷を受けた。その後も、幾度か改修が行われた。
1623年から1636年にかけて、ジグムント3世が主導し、後に息子であるヴワディスワフ4世が完成させたバロック建築の聖カジミエル教会は、王室建築家がスウェーデンの砂岩を用いて建てたとされる。内装は1691年から翌年にかけて再建され、ミケランジェロ・パローニのフレスコ画、ピエトロ・ペルティの祭壇やスタッコなどで装飾されている。この教会にはヤギェウォ朝の王たちの彫像や、ヴワディスワフ4世について記されたエピタフなどもある。大聖堂の中でも、ポーランドとリトアニアの共栄や、共通の歴史を最も象徴した建物である。
1769年、1666年に再建された南の塔が崩壊し、隣接する礼拝堂の天井が壊され、6名が死亡した。これを受け、ヴィリニュス司教イグナツィ・ヤクプ・マッサルスキは大聖堂の修復を命じた。1779年に始まり、1783年に完成。内装まで完了したのは1801年であった。ラウリーナス・グツェヴィチュスの設計による新古典主義建築で修復され、現地の公共建築物によく見られる厳密な四角形の形状となった。主要なファサードは、イタリアの彫刻家トンマーゾ・リギによる福音書記者の彫刻が施されていた。この大聖堂とアンドレーア・パッラーディオの作品との建築学的な類似を指摘する学者や、グチェヴィシウスの師であったクロード・ニコラ・ルドゥーの影響を受けていると考える学者もいる。パッラーディオ建築の影響は、側面のファサードに顕著に表れている。バロック様式の彫刻などを取り入れているため、新古典主義建築の「純粋さ」を欠いていると、後に建築学者などから批判を受けることとなった。
1786年から1792年にかけて、カジミェシュ・イェルスキが作成した3つの彫刻が、大聖堂の屋根の上（南側に聖カジミェシュ、北側に聖スタニスラウス、中央に聖ヘレナ）に設置された。これらの彫刻は1950年に撤去されたが、1997年に修復された。聖カジミェシュはリトアニアを、聖スタニスラウスはポーランドを、そして9メートルの金色の十字架を持つ聖ヘレナは、真の十字架の象徴であったと思われる。
1989年1月、大聖堂の壁からアルベルタス・ゴシュタウタスの遺骨や装飾品が発見された。
2002年、大聖堂の裏手にあるリトアニア大公宮の修復が正式に始まった。新たに建てられた宮殿の建物は、大聖堂の環境を大きく変えることになる。
大聖堂と鐘楼は、2006年から2008年にかけて全面改修が行われた。ファサードは複数の色で塗り替えられ、建物の外観はより美しくなった。1990年にリトアニアが独立を回復してから、初めて行われた改修であった。
2025年1月8日、大聖堂から第二次世界大戦勃発により行方不明となっていたアレクサンデル (ポーランド王)の王冠などが発見されたことが公表された。

## ギャラリー

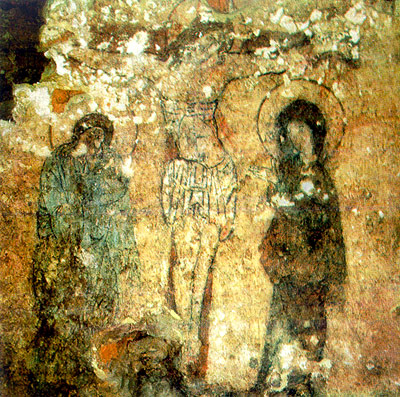
リトアニアがキリスト教に改宗した時代のフレスコ画
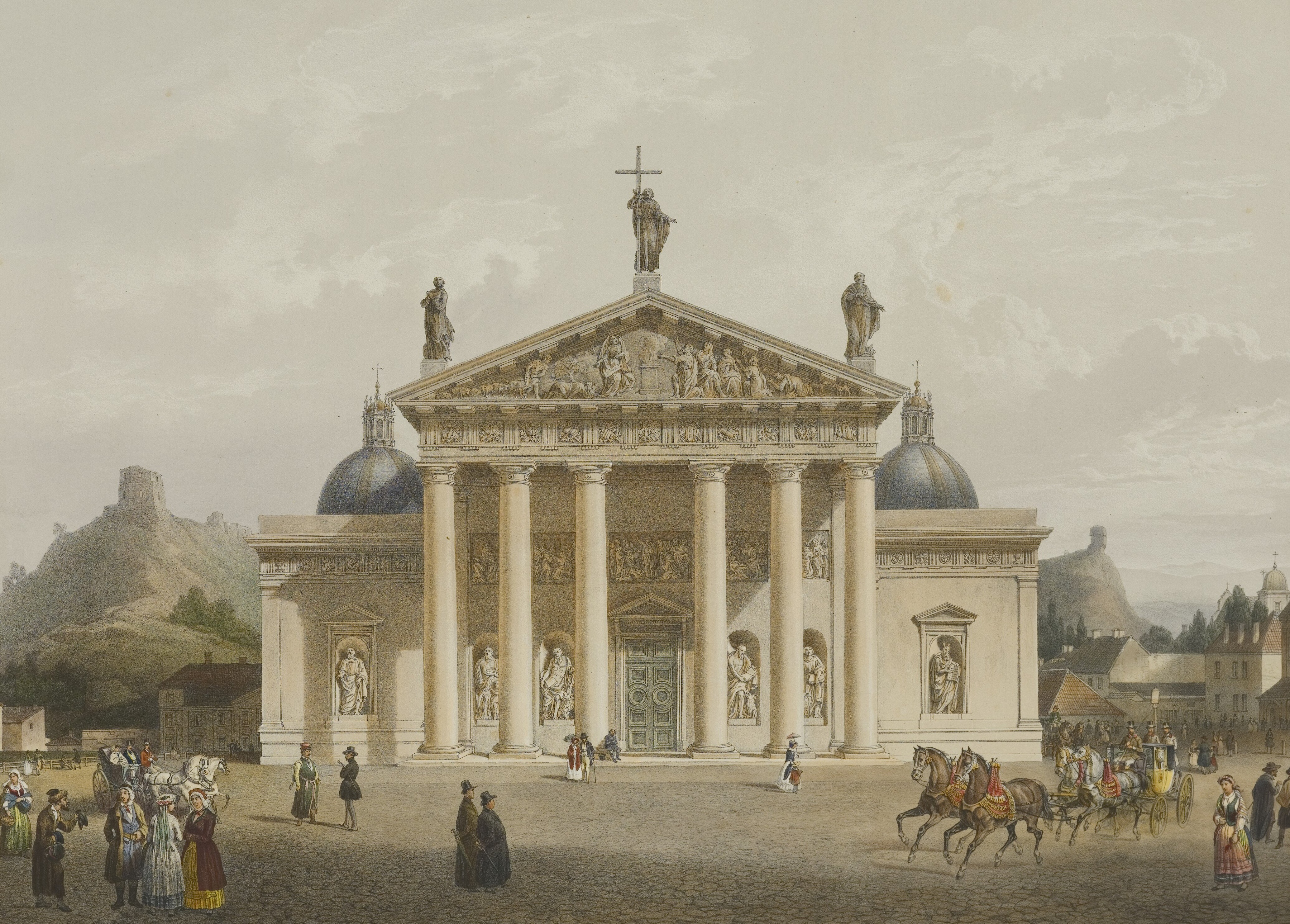
大聖堂のファサード（1847年）
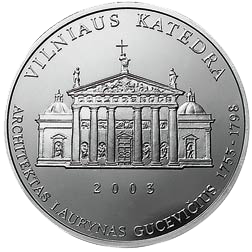
大聖堂の記念硬貨（リタス）
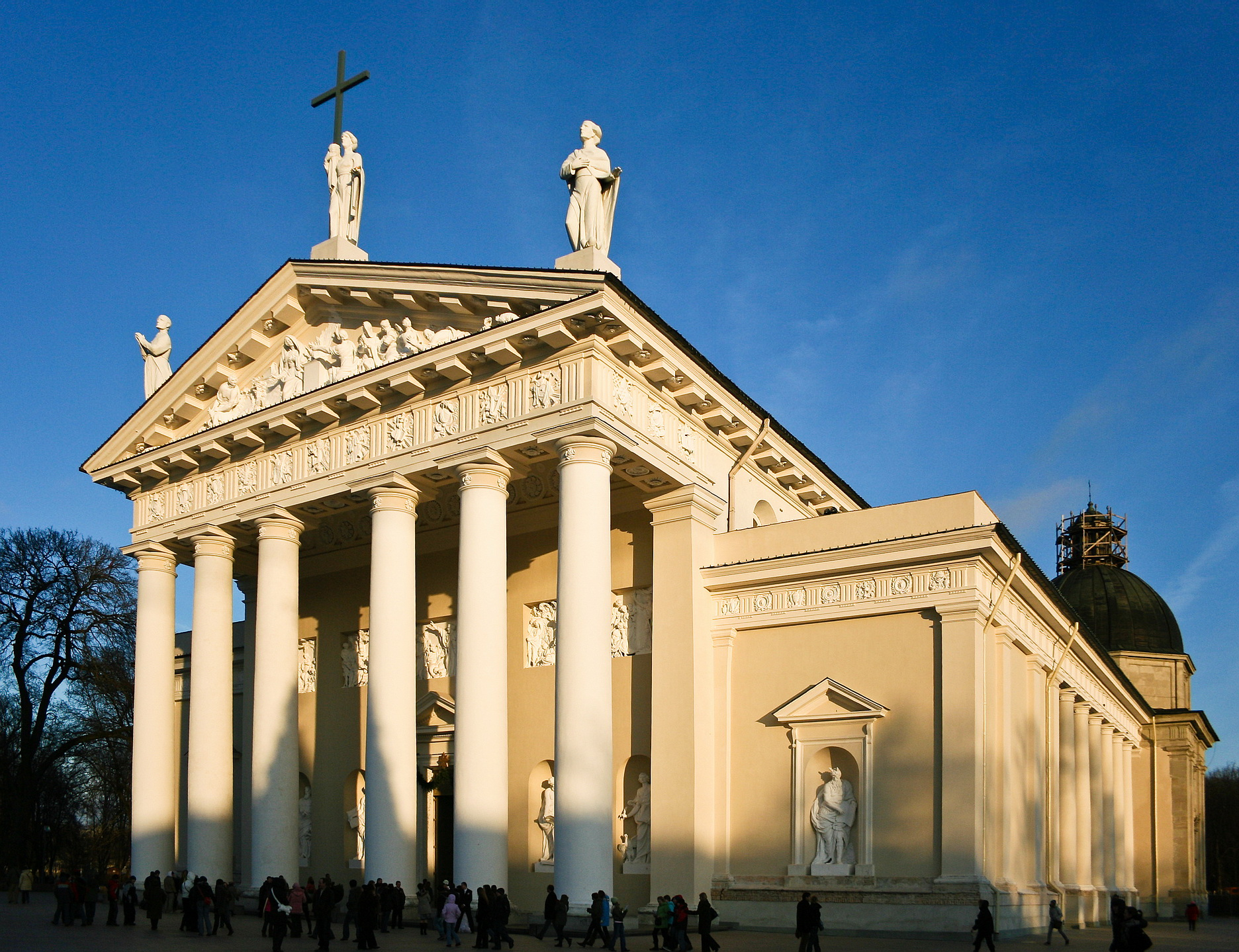
2006-2007年の修復後の大聖堂のファサード